# Ga Beomeo
Ga Beomeo là ga trên Tàu điện ngầm Daegu tuyến 2 ở Beomeo-dong, Suseong-gu, Daegu, Hàn Quốc. Có toà án Daegu và văn phòng công tố viên nằm xung quanh nhà ga.

## Liên kết
- (tiếng Hàn) Trạm thông tin mạng Lưu trữ ngày 28 tháng 2 năm 2014 tại archive.today từ Tổng công ty đường sắt cao tốc đô thị Daegu